# رئيس وزراء بروسيا
 مكتب الوزير الأول ( (بالألمانية: Ministerpräsident)‏، أو رئيس وزراء لبروسيا كان موجودا من عام 1848، عندما تم تشكيلها من قبل الملك فريدريك وليام الرابع خلال ثورة 1848-1949، حتى إلغاء بروسيا في عام 1947 من قبل مجلس مراقبة الحلفاء.

## تاريخ المكتب
في عهد مملكة بروسيا، عمل رئيس الوزراء كرئيس وزراء للملك، وترأس Landtag (الهيئة التشريعية البروسية التي تأسست عام 1848). بعد توحيد ألمانيا في عام 1871 وحتى الانهيار في عام 1918، شغل منصب رئيس الوزراء البروسي منصبًا بحكم منصبه من قِبل مستشار الإمبراطورية الألمانية، بدءًا من ولاية أوتو فون بسمارك.
تحت ولاية بروسيا الحرة، كان رئيس الوزراء هو رئيس حكومة الولاية في دور برلماني تقليدي أكثر خلال جمهورية فايمار. لم يعد للمكتب أي معنى حقيقي إلا كنوع من لقب الرعاية السياسية بعد استيلاء الحكومة الوطنية عليه عام 1932 ( الإضراب البروسي)، وبعد تفكيك ألمانيا النازية بروسيا كدولة في عام 1935 ( رايخسشتاتهالتر). في النهاية، تم إلغاء المكتب مع بروسيا نفسها من قبل الحلفاء بعد الحرب العالمية الثانية.

## رؤساء وزراءمملكة بروسيا(1702-1848)
- 1702-1711: يوهان كاسيمير كولبي فون وارتنبرغ
- 1711-1728: Heinrich Rüdiger von Ilgen [الإنجليزية]
- 1728-1739: فريدريش فيلهلم فون جرومبكو
- 1739-1749: Heinrich von Podewils [heinrich von podewils (politiker)] بودويلز
- 1749–1753: Georg Dietloff von Arnim-Boitzenburg [الإنجليزية]
- 1749-1777: الكونت كارل فيلهلم فينك فون فيكينشتاين
- 1777-1802: Friedrich Anton von Heinitz [الإنجليزية]
- 1786-1798: Friedrich Wilhelm von Arnim-Boitzenburg [الإنجليزية]
- 1802-1804: الكونت كريستيان هاينريش كورت فون هاوغويتز (الفصل الدراسي الأول)
- 1804-1806: الكونت كارل أوغست فون هاردينبرغ (الفصل الدراسي الأول)
- 1806 0 0 0 0 0 عدد المسيحيين هاينريش كورت فون Haugwitz (المدى 2ND)
- 1806-1807: Carl Friedrich von Beyme [الإنجليزية]
- 1807 0 0 0 0 0 عدد كارل فون أغسطس HARDENBERG (المدى 2ND)
- 1807-1808: البارون هاينريش فريدريش كارل فوم أوند زوم شتاين  [لغات أخرى]‏
- 1808-1810: الكونت كارل فريدريش فرديناند ألكساندر زو دوهنا شلوبيتين
- 1810-1822: الأمير كارل أوغست فون هاردينبرغ (الفصل الثالث)
- 1822-1823: Otto Carl Friedrich von Voß [الإنجليزية]
- 1823-1841: الكونت كارل فريدريش هاينريش، غراف فون ويليش أوند لوتوم
- 1841-1848: Ludwig Gustav von Thile [الإنجليزية]

## قائمة وزراء رئيس بروسيا (1848-1947)

### الوزراء - رئيسمملكة بروسيا(1848-1918)
حزب سياسي:   حزب الوسط   بدون
| Portrait | Portrait | Name (Birth–Death)                                       | Term of Office    | Term of Office    | Term of Office | Political Party |
| Portrait | Portrait | Name (Birth–Death)                                       | Took Office       | Left Office       | Days           | Political Party |
| -------- | -------- | -------------------------------------------------------- | ----------------- | ----------------- | -------------- | --------------- |
|          |          | Count Adolf Heinrich von Arnim-Boitzenburg (1803–1868)   | 19 March 1848     | 29 March 1848     | 10             | Non-partisan    |
|          |          | Gottfried Ludolf Camphausen (1803–1890)                  | 29 March 1848     | 20 June 1848      | 83             | Non-partisan    |
|          |          | Rudolf von Auerswald (1795–1866)                         | 25 June 1848      | 8 September 1848  | 75             | Non-partisan    |
|          |          | Ernst von Pfuel (1779–1866)                              | 21 September 1848 | 1 November 1848   | 41             | Non-partisan    |
|          |          | Count Friedrich Wilhelm von Brandenburg (1792–1850)      | 2 November 1848   | 6 November 1850   | 734            | Non-partisan    |
|          |          | Baron Otto Theodor von Manteuffel (1805–1882)            | 9 December 1850   | 6 November 1858   | 2889           | Non-partisan    |
|          |          | Prince Karl Anton von Hohenzollern (1811–1885)           | 6 November 1858   | 12 March 1862     | 1222           | Non-partisan    |
|          |          | Prince Adolf zu Hohenlohe-Ingelfingen (1797–1873)        | 17 March 1862     | 23 September 1862 | 190            | Non-partisan    |
|          |          | Prince Otto von Bismarck (1815–1898) 1st term            | 23 September 1862 | 1 January 1873    | 3753           | Non-partisan    |
|          |          | Count Albrecht von Roon (1803–1879)                      | 1 January 1873    | 9 November 1873   | 312            | Non-partisan    |
|          |          | Prince Otto von Bismarck (1815–1898) 2nd term            | 9 November 1873   | 20 March 1890     | 5975           | Non-partisan    |
|          |          | Count Leo von Caprivi (1831–1899)                        | 20 March 1890     | 22 March 1892     | 733            | Non-partisan    |
|          |          | Count Botho zu Eulenburg (1831–1912)                     | 22 March 1892     | 26 October 1894   | 948            | Non-partisan    |
|          |          | Prince Chlodwig zu Hohenlohe-Schillingsfürst (1819–1901) | 29 October 1894   | 17 October 1900   | 2179           | Non-partisan    |
|          |          | Prince Bernhard von Bülow (1849–1929)                    | 17 October 1900   | 14 July 1909      | 3192           | Non-partisan    |
|          |          | Theobald von Bethmann-Hollweg (1856–1921)                | 14 July 1909      | 13 July 1917      | 2921           | Non-partisan    |
|          |          | Georg Michaelis (1857–1936)                              | 14 July 1917      | 1 November 1917   | 110            | Non-partisan    |
|          |          | Count Georg von Hertling (1843–1919)                     | 1 November 1917   | 30 September 1918 | 333            | Centre          |
|          |          | Prince Maximilian of Baden (1867–1929)                   | 3 October 1918    | 9 November 1918   | 37             | Non-partisan    |

### الوزراء - رئيسولاية بروسيا الحرة(1918-1947)
حزب سياسي:   SPD   حزب الوسط   الحزب النازي   None
| صورة                                                | صورة                                                | اسم (Birth–Death)                                   | مدة الولاية                                         | مدة الولاية                                         | مدة الولاية                                         | حزب سياسي                                           |
| صورة                                                | صورة                                                | اسم (Birth–Death)                                   | تولى منصبه                                          | ترك المكتب                                          | أيام                                                | حزب سياسي                                           |
| الوزراء - رئيس ولاية بروسيا الحرة في جمهورية فايمار | الوزراء - رئيس ولاية بروسيا الحرة في جمهورية فايمار | الوزراء - رئيس ولاية بروسيا الحرة في جمهورية فايمار | الوزراء - رئيس ولاية بروسيا الحرة في جمهورية فايمار | الوزراء - رئيس ولاية بروسيا الحرة في جمهورية فايمار | الوزراء - رئيس ولاية بروسيا الحرة في جمهورية فايمار | الوزراء - رئيس ولاية بروسيا الحرة في جمهورية فايمار |
| --------------------------------------------------- | --------------------------------------------------- | --------------------------------------------------- | --------------------------------------------------- | --------------------------------------------------- | --------------------------------------------------- | --------------------------------------------------- |
|                                                     |                                                     | فريدريش ايبرت (1871–1925)                           | 9 نوفمبر 1918                                       | 11 نوفمبر 1918                                      | 2                                                   | الحزب الديمقراطي الاجتماعي في ألمانيا               |
|                                                     |                                                     | بول هيرش (1868–1940)                                | 11 نوفمبر 1918                                      | 27 مارس 1920                                        | 502                                                 | الحزب الديمقراطي الاجتماعي في ألمانيا               |
|                                                     |                                                     | أوتو براون (1872–1955) 1st term                     | 27 مارس 1920                                        | 21 أبريل 1921                                       | 390                                                 | الحزب الديمقراطي الاجتماعي في ألمانيا               |
|                                                     |                                                     | آدم ستيجروالد (1874–1945)                           | 21 أبريل 1921                                       | 5 نوفمبر 1921                                       | 198                                                 | حزب الوسط                                           |
|                                                     |                                                     | أوتو براون (1872–1955) 2nd term                     | 5 نوفمبر 1921                                       | 18 فبراير 1925                                      | 1201                                                | الحزب الديمقراطي الاجتماعي في ألمانيا               |
|                                                     |                                                     | فيلهلم ماركس (1863–1946)                            | 18 فبراير 1925                                      | 6 أبريل 1925                                        | 47                                                  | حزب الوسط                                           |
|                                                     |                                                     | أوتو براون (1872–1955) 3rd term                     | 6 أبريل 1925                                        | 20 يوليو 1932                                       | 2662                                                | الحزب الديمقراطي الاجتماعي في ألمانيا               |
|                                                     |                                                     | فرانز فون بابين (1879–1969)                         | Reichskommisar                                      | Reichskommisar                                      | 136                                                 | غير حزبية                                           |
| 20 يوليو 1932                                       | 3 ديسمبر 1932                                       | فرانز فون بابين (1879–1969)                         |                                                     |                                                     | 136                                                 | غير حزبية                                           |
|                                                     |                                                     | كورت فون شليشر (1882–1934)                          | Reichskommisar                                      | Reichskommisar                                      | 56                                                  | غير حزبية                                           |
| 3 ديسمبر 1932                                       | 28 يناير 1933                                       | كورت فون شليشر (1882–1934)                          |                                                     |                                                     | 56                                                  | غير حزبية                                           |
|                                                     |                                                     | فرانز فون بابين (1879–1969)                         | Reichskommisar                                      | Reichskommisar                                      | 70                                                  | غير حزبية                                           |
| 30 يناير 1933                                       | 10 أبريل 1933                                       | فرانز فون بابين (1879–1969)                         |                                                     |                                                     | 70                                                  | غير حزبية                                           |
|                                                     |                                                     | أدولف هتلر (1889–1945)                              | Reichsstatthalter                                   | Reichsstatthalter                                   | 730                                                 | الحزب الوطني العمال الألماني الاشتراكي              |
| 30 يناير 1933                                       | 30 يناير 1935                                       | أدولف هتلر (1889–1945)                              |                                                     |                                                     | 730                                                 | الحزب الوطني العمال الألماني الاشتراكي              |
| وزير دولة بروسيا الحرة في ألمانيا النازية           |                                                     |                                                     |                                                     |                                                     |                                                     |                                                     |
|                                                     |                                                     | هيرمان جورينج (1893–1946)                           | Ministerpräsident                                   | Ministerpräsident                                   | 4396                                                | الحزب الوطني العمال الألماني الاشتراكي              |
| 10 أبريل 1933                                       | 23 أبريل 1945                                       | هيرمان جورينج (1893–1946)                           |                                                     |                                                     | 4396                                                | الحزب الوطني العمال الألماني الاشتراكي              |
| Reichsstatthalter                                   | Reichsstatthalter                                   | هيرمان جورينج (1893–1946)                           | 3736                                                |                                                     |                                                     | الحزب الوطني العمال الألماني الاشتراكي              |
| 30 يناير 1935                                       | 23 أبريل 1945                                       | هيرمان جورينج (1893–1946)                           | 3736                                                |                                                     |                                                     | الحزب الوطني العمال الألماني الاشتراكي              |